# Ротума
Ротума (на фиджийски: Rotuma) е островна група с вулканичен произход в Тихия океан, влизаща в състава на Фиджи и съставена от остров Ротума и съседните му островчета. Островите са дом на голяма и уникална туземна етническа група (ротума), която представлява малцинство сред населението на Фижди. Към 2007 г. населението на Ротума е 2002 души, макар много повече ротуманци да живеят на основните фиджийски острови.

## География и геология
Тези вулканични острови се намират на 646 km северно от Фиджи. Самият остров Ротума е дълъг 13 km и е широк 4 km, с площ от около 47 km2 (12-ият най-голям остров на Фиджи). Островът е разполовен на по-голяма източна част и западен полуостров от нисък и тесен провлак с ширина 230 m. На север от провлака се намира заливът Мака, а на юг от него – заливът Хапмафау. В заливите има големи коралови рифове.
Ротума представлява щитовиден вулкан, съставен от базалт, с многобройни малки конуси и достига 256 m над морското равнище при връх Суелхоф в центъра на острова. Макар да са изолирани от същинско Фиджи, големият риф и девствените плажове са известни като едни от най-красивите във Фиджи. Има острови, които се намират на разстояние от 50 m до 2 km от основния остров. Геоложките характеристики на острова допринасят за националното му значение.

## Флора и фауна
Район от 4200 хектара покрива основния остров е малките му сателитни островчета е орнитологично важно място. Това място покрива целия ареал на застрашената Myzomela chermesina, както и Aplonis tabuensis и Clytorhynchus vitiensis. Крайбрежните острови имат колонии на морски птици от национално значение.

## История
Лингвистични сведения предполагат, че първоначалното заселване е от Фиджи. Лингвистите включват ротуманския език в подгрупа с езиците на Фиджи, но ротуманският има и голям брой полинезийски заемки, което подсказва за по-късен контакт със Самоа и Тонга.
Ротуманската устна история показва, че първите заселници на острова идват от Самоа, предвождани от човек на име Рахо. Малко след това пристигат заселници от Тонга. По-късно идват още заселници от Тонга и Кирибати. През 1850-те и 1860-те години принцът на Тонга Енеле Маафу изявява претенции за Ротума и изпраща подчинени, които да администрират островите.
Първите европейски сведения за Ротума са от 1791 г., когато капитан Едуард Едуардс и екипажът на кораба „Пандора“ слизат на острова в търсене на моряци, които са изчезнали след метежа на кораба „Баунти“. Съществуват спорове относно това дали островът известен като Туамако, открит от Педро Фернандес де Кирос, се вписва в описанието и местонахождението на Ротума, но това твърдение все още не е напълно обосновано.
Към средата на 19 век Ротума е любимо място за китоловните кораби, нуждаещи се от презапасяване, и става убежище за избягали моряци, някои от които са избягали затворници. Някои от тези дезертьори се женят за местни жени и допринасят към тяхното генно разнообразие. Ротума е посетен като част от изследователска експедиция на САЩ през 1840 г.
Методистки мисионери от Тонга пристигат на Ротума през 1842 г., последвани от католически маристи през 1847 г. Конфликтите между двете групи, подпалвани от предишни политически съперничества сред вождовете на Ротума, водят до бойни действия, които карат местните вождове да поискат през 1879 г. от Великобритания да анексира островната група. На 13 май 1881 г. Ротума официално става владение на Великобритания, седем години след като Фиджи става колония. Събитието се отбелязва ежегодно като ден на Ротума.

## Население
Макар островът политически да е част от Фиджи след 1881 г., ротуманската култура е по-тясно свързана с полинезийските острови на изток, по-точно Тонга, Самоа, Уолис и Футуна. Поради полинезийския си вид и отличителен език, ротуманците днес представляват малцинствена група във Фиджи. По-голямата част от ротуманците (9984 според преброяване от 2007 г.) живеят на други места във Фиджи, а едва 1953 ротуманци са останали на Ротума. Те са културно консервативни и поддържат своите обичаи на фона на промени, донасяни от постоянния контакт с външния свят. През 1985 г. 85% от ротуманците гласуват срещу отварянето на острова за туризъм, опасявайки се от влиянието на туристите от Запада.

## Икономика
Развива се селското стопанство. Изнася се копра, корени на растения и тъкани рогозки.